# 1958年全仏選手権 (テニス)
1958年 全仏選手権（1958ねんぜんふつせんしゅけん、Internationaux de France de Roland-Garros 1958）に関する記事。フランス・パリにある「ローランギャロス・スタジアム」にて開催。

## 大会の流れ
- 男子シングルスは「80名」の選手による7回戦制で行われ、シード選手は16名であった。16名の選手を絞り落とすため、1回戦として16試合を実施し、他の48名は2回戦から出場した。
- 男子のシード選手は16名であったが、第5・第6・第11・第12シードの4名は1回戦から出場した。他のシード選手が初戦敗退の場合は「2回戦＝初戦」と表記する。
- 女子シングルスは「64名」の選手による6回戦制で行われ、16名のシード選手を含むすべての選手が1回戦から出場した。

## シード選手

### 男子シングルス
1. アシュレー・クーパー　（ベスト4）
2. ニール・フレーザー　（ベスト8）
3. メルビン・ローズ　（初優勝）
4. バッジ・パティー　（4回戦）
5. ルイス・アヤラ　（準優勝）
6. ヤロスラフ・ドロブニー　（4回戦）
7. ジャック・ブリシャン　（ベスト4）
8. ジュゼッペ・メルロ　（ベスト8）
9. ロバート・ウィルソン　（2回戦＝初戦）
10. オーランド・シロラ　（4回戦）
11. ピエール・ダーモン　（ベスト8）
12. ニコラ・ピエトランジェリ　（4回戦）
13. ロベール・ハイレット　（ベスト8）
14. ポール・レミー　（4回戦）
15. クルト・ニールセン　（2回戦＝初戦）
16. アンドレス・ヒメノ　（4回戦）

### 女子シングルス
1. シャーリー・ブルーマー　（準優勝）
2. ロレイン・コグラン　（3回戦）
3. ジュジャ・ケルメツィ　（初優勝）
4. ベラ・プツェヨワ　（3回戦）
5. ドロシー・ヘッド・ノード　（ベスト8）
6. アン・ヘイドン　（ベスト8）
7. ヘザー・セガル　（ベスト4）　［前年まではバミューダ諸島の「ヘザー・ブリュワー」だった］
8. メアリー・ベヴィス・ホートン　（2回戦）
9. クリスティアーヌ・メルセリス　（2回戦）
10. テルマ・コイン・ロング　（3回戦）
11. シルバナ・ラザリーノ　（2回戦）
12. ヨラ・ラミレス　（3回戦）
13. マリア・ブエノ　（ベスト4）
14. キャロル・ファジェロス　（2回戦）
15. クリスティン・トルーマン　（ベスト8）
16. マルタ・ペテルディ　（3回戦）

## 大会経過

### 男子シングルス
準々決勝
- アシュレー・クーパー vs.  ジュゼッペ・メルロ　7-9, 6-2, 7-9, 6-3, 6-2
- ルイス・アヤラ vs.  ロベール・ハイレット　6-0, 7-5, 6-4
- メルビン・ローズ vs.  ピエール・ダーモン　6-4, 8-10, 6-3, 6-1
- ジャック・ブリシャン vs.  ニール・フレーザー　5-7, 5-7, 7-5, 6-0, 6-3

準決勝
- ルイス・アヤラ vs.  アシュレー・クーパー　9-11, 4-6, 6-4, 6-2, 7-5
- メルビン・ローズ vs.  ジャック・ブリシャン　10-8, 6-1, 6-3

### 女子シングルス
準々決勝
- シャーリー・ブルーマー vs.  ロージー・レイズ　5-7, 6-4, 6-2
- マリア・ブエノ vs.  ドロシー・ヘッド・ノード　6-2, 8-6
- ジュジャ・ケルメツィ vs.  アン・ヘイドン　6-3, 6-4
- ヘザー・セガル vs.  クリスティン・トルーマン　6-2, 6-1

準決勝
- シャーリー・ブルーマー vs.  マリア・ブエノ　2-6, 6-1, 6-2
- ジュジャ・ケルメツィ vs.  ヘザー・セガル　6-1, 6-0

## 決勝戦の結果
- 男子シングルス： メルビン・ローズ vs.  ルイス・アヤラ　6-3, 6-4, 6-4
- 女子シングルス： ジュジャ・ケルメツィ vs.  シャーリー・ブルーマー　6-4, 1-6, 6-2
- 男子ダブルス： アシュレー・クーパー＆ ニール・フレーザー vs.  ロバート・ハウ＆ エーブ・セガル　3-6, 8-6, 6-3, 7-5
- 女子ダブルス： ヨラ・ラミレス＆ ロージー・レイズ vs.  テルマ・コイン・ロング＆ メアリー・ベヴィス・ホートン　6-4, 7-5
- 混合ダブルス： ニコラ・ピエトランジェリ＆ シャーリー・ブルーマー vs.  ロバート・ハウ＆ ロレイン・コグラン　9-7, 6-8, 6-2